# عبدالله‌خان دوم
عبدالله خان شیبانی (۱۵۳۳/۴–۱۵۹۸) فرمانروای ازبک خانات بخارا (۱۵۰۰–۱۷۸۵) بود. وی واپسین خان شیبانی بخارا از سال ۱۵۸۳ تا هنگام مرگش بود.
عبدالله‌خان جنگی را با ایران آغاز کرد که از ۱۵۸۷ تا ۱۵۹۸ پی گرفته‌شد. او به لطف پیمان عدم تجاوز با امپراتوری گورکانی هند، یعنی اکبرشاه ، که از طریق آن حق فرمانروایی اکبر در قلمرو کابل را به رسمیت شناخت، توانست بر این امر تمرکز کند.

## زندگینامه
عبدالله‌خان در سال ۱۵۳۳ یا ۱۵۳۴ در شهر آفرین‌کنت در استان سمرقند چشم به جهان گشود.

## دستیابی به تاج و تخت
پس از مرگ عبدالعزیز شیبانی نبرد بر سر تاج‌وتخت آغاز شد.  عبداللطیف خان که بر سمرقند فرمانروایی می‌کرد، از طریق دو نوه‌اش یارمحمدسلطان و برهان‌سلطان، کوشید بخارا را اداره کند. با این همه، پس از مرگ عبداللطیف‌خان در سال ۱۵۵۱، بارک‌خان که بر تاشکند فرمانروایی می‌کرد، سمرقند را گرفت و به نام نوروز احمدخان به عنوان فرمانروای آنجا تثبیت شد و به عنوان خان عالی ازبک‌ها اعلام شد.
عبدالله سلطان شیبانی، که در آن زمان فرماندار کرمینه و میانکال بود، رهبری ایستادگی برابر نوروز احمد خان را بر دوش داشت.
او را عمویش پیرمحمدخان فرماندار بلخ یاری می‌کرد. در سال ۱۵۵۶ نوروز احمد درگذشت. با مرگ او پیرمحمدخان  جایگاه فرمانروای بزرگ ازبکان معرفی شد.

## نبرد برای یکپارچه سازی دولت
عبدالله سلطان که بر کرمینه و میانکال فرمانروایی می‌کرد در سال ۱۵۵۷ بخارا را با پشتیبانی شیوخ صوفی گرفت و فرمانروای آن شد. در سال ۱۵۶۱، او آنقدر جسارت داشت که پدرش اسکندر را به عنوان خان عالی ازبک‌ها شناساند.
ولی پدر عبدالله بیشتر مناسک دینی را دوست می‌داشت، از این رو ادارهٔ امور کشور را به پسرش عبدالله سلطان سپرد.
عبدالله بر آن شد تا هر چهار شهر شیبانی یعنی بخارا، سمرقند، تاشکند و بلخ را در یک ایالت یکپارچه سازد. این کار سال‌ها به درازا انجامید و تنها در سال ۱۵۸۲ بود که او توانست از چهار شیبانی یک دولت یگانه بسازد.
برای دستیابی به این یکپارچگی، او ناچار شد جنگی طولانی را برای گرفتن تاشکند انجام دهد. سپس فرغانه را به دست گرفت و در سال ۱۵۷۳ پس از محاصرهٔ طولانی به بلخ نیز دست یافت. در سال ۱۵۷۴ به قرسی و حصار تاخت و بر پهناوری خود افزود. در سال ۱۵۷۶ با سمرقند جنگید و تاشکند را گرفت. برخی از سلاطین قزاق یعنی شیهان و پسرش تاوکل در خدمت عبدالله‌خان بودند. در سال ۱۵۸۲، عبدالله‌خان به دشت قپچاق سفر کرد، باباخان را کشت  دژ او شاهرخیه به‌دست آورد. در سال ۱۵۸۳ پسرش عبدالمومن مشهد را تصرف و تاراج کرد.

## سالشمار
۱۵۵۶ ← نوروزاحمد درگذشت و با مرگ او پیرمحمدخان جایگاه فرمانروای بزرگ ازبکان را به دست آورد.
۱۵۵۷ ← چیرگی بر بخارا با کمک شیوخ صوفی
۱۵۶۱ ← شناساندن پدر به عنوان خان بزرگ ازبک‌ها
۱۵۶۶ ← ساخت مدرسه مادر خان به افتخار مادر نیرومندش
۱۵۶۹ ← ساخت مدرسه کوکلداش
۱۵۷۰ ← ساخت طاق تلپک‌فروشان
۱۵۷۰ ← ساخت مجموعه خواجه گاوکشان
۱۵۷۳ ← چیرگی بر بلخ
۱۵۷۴ ← چیرگی بر نخشب و حصار
۱۵۷۶ ← چیرگی بر تاشکند
۱۵۷۷  ← ساخت تیم عبدالله خان
۱۵۸۲ ← یکپارچه شدن دولت‎های گوناگون شیبانی زیر رهبری عبدالله خان
۱۵۸۳ ← چیرگی بر مشهد و تاراج آن شهر از سوی پسرش عبدالمومن
۱۵۸۸ ← ساخت مدرسه عبدالله‌خان

## بن‌مایه
- همکاری‌کنندگان ویکی‌پدیا، «Abdullah Khan II»، ویکی‌پدیای انگلیسی، دانشنامهٔ آزاد (بازیابی ۲۷ دی ۱۴۰۰)